# Пекар, Валерий Александрович
Валерий Александрович Пе́кар (15 января 1966, Киев) — украинский предприниматель и общественный деятель. Вице-президент Украинского союза промышленников и предпринимателей (УСПП (укр.)), президент выставочной компании «Евроиндекс».

## Биография
Валерий Пекар родился в Киеве в 1966 году. С 1983 по 1990 годы учился на факультете кибернетики Киевского национального университета имени Тараса Шевченко (с перерывом на службу в Советской армии). В 2007 году закончил Киево-Могилянскую бизнес-школу, магистр делового администрирования (MBA).
Женат, дети — сын и дочь.

### Трудовая деятельность
Трудовую деятельность начал в Институте кибернетики имени В. М. Глушкова.
В 1992 году совместно с партнером создал выставочную компанию «Евроиндекс» (впоследствии стала соучредителем выставочного центра КиевЭкспоПлаза).

### Общественная деятельность
- 2001—2008 годы — заместитель главы правления Интернет Ассоциации Украины;
- 2003—2008 годы — руководитель комиссии УСПП по вопросам телекоммуникаций и интеллектуальных сетей;
- соучредитель Гражданского оперативного штаба (ГОШ) во время Евромайдана (2013—2014).
- 2014—2016 годы — член Национального совета реформ при президенте Украины[2][3];
- член Совета директоров Всемирной ассоциации выставочной индустрии (UFI), член Комитета по вопросам образования;
- вице-президент Выставочной федерации Украины;
- соучредитель общественной организации «Всеукраинская гражданская платформа „Новая Страна“»[4];
- внештатный советник Комитета Верховной рады Украины по вопросам свободы слова и информации, член Общественного совета по рекламе. Принимал участие в написании Закона Украины «Про рекламу» и других нормативных документов;
- сооснователь общественного движения «ВикиСитиНомика»;

### Преподавательская работа
Заведовал кафедрой выставочной деятельности высшего учебного заведения «Институт рекламы». В 2009 году издал первое в Украине учебное пособие для высших учебных заведений «Основы выставочной деятельности».
Преподаватель Киево-Могилянской бизнес-школы и Львовской бизнес-школы УКУ. Соавтор форсайтных исследований «Человеческий капитал Украины».

## Публикации
- В. Пекар. Основи виставкової діяльності. — Евроиндекс, 2009. — 348 с. — ISBN 978-966-97037-1-2.
- В. Пекар. Разноцветный менеджмент. Эволюция мышления, лидерства и управления. — Евроиндекс, 2015. — 118 с. — ISBN 978-966-97037-2-9.
- В. Пекар. Різнобарвний менеджмент. Еволюція мислення, лідерства та керування. — друге доповнене видання. — Фолио, 2016. — 192 с. — ISBN 978-966-03-7620-5.

Тираж монографии «Разноцветный менеджмент» на русском и украинском языках — по 1000 экземпляров, второе расширенное издание вышло тиражом 3500 экземпляров, книга возглавила топ продаж 2016 года и июля месяца 2017 года на сайте kniga.biz.ua в категории «Менеджмент и управление персоналом».
Также к 2017 году В. Пекар является автором более 250 статей по менеджменту, маркетингу, информационным технологиям и футурологии.